# Голубок сапфіровий
Голубок сапфіровий (Geotrygon saphirina) — вид голубоподібних птахів родини голубових (Columbidae). Мешкає в Південній Америці.

## Опис
Довжина птаха становить 22-26 см, вага 139-199 г. У самців номінативного підвиду лоб і горло білі, під очима невеликі білі плямки. На щоках помітні, довгі, пурпурово-чорні смуги, від дзьоба до очей ідуть темні смуги. Тім'я темно-сизе, потилиця бронзово-зелена, на задній частині шиї велика блискуча пляма, яка має зелений, золотий і пурпурово-рожевий відблиск. Спина і покривні пера крил пурпурово-коричневі, надхвістя має зеленуватий або пурпурово-синій відблиск. Центральні стернові пера чорні, крайні стернові пера чорнуваті з сизими кінчиками. На крилах помітні білі плями. Груди сіруваті, живіт білуватий, боки охристі. Очі жовтуваті або темно-карі. Самиці мають дещо менш яскраве забарвлення, у молодих птахів верхня частина тіла темно-рудувато-коричнева, нижня частина тіла темно-сіра, смуги на обличчі менш помітні. У представників підвиду G. s. rothschildi очі більш темні.

## Підвиди
Виділяють два підвиди:
- G. s. saphirina Bonaparte, 1855 — від сходу Еквадору до південного сходу Перу, захід Бразилії і північ Болівії;
- G. s. rothschildi (Stolzmann, 1926) — долина річки Маркапата (схід Куско, південний схід Перу).

Індиговий голубок раніше вважався підвидом сапфірового голубка.

## Поширення і екологія
Сапфірові голубки мешкають в Еквадорі, Перу, Бразилії і Болівії. Вони живуть в підліску вологих рівнинних тропічних лісів західної Амазонії та у вологих гірських тропічних лісів у передгір'ях Анд. Зустрічаються поодинці або парами, переважно на висоті від 600 до 1100 м над рівнем моря, в Перу на висоті до 1300 м над рівнем моря. Живляться насінням і дрібними безхребетними, шукають їжу на землі. Гніздо являє собою платформу з гілочок. В кладці 1-2 яйця.